# Tomasz Matusewicz
Tomasz Matusewicz (ur. w 1967 w Szamotułach) – polski artysta plastyk.

## Życiorys
Absolwent Liceum Plastycznego im. Piotra Potworowskiego w Poznaniu (1987). Ukończył studia na Wydziale Malarstwa, Grafiki i Rzeźby Państwowej Wyższej Szkoły Sztuk Plastycznych w Poznaniu w 1993, uzyskując dyplom z wyróżnieniem w dziedzinie malarstwa i rzeźby. Promotorami byli prof. Jan Berdyszak i prof. Jan Świtka. W 1997 zdobył Nagrodę Artystyczną Miasta Poznania dla Młodych Twórców, a w 1997 srebrny medal Salonu Rzeźby Wiosna '97 w Warszawie. W 2003 otrzymał stopień naukowy doktora sztuki, a w 2013 doktora habilitowanego
(publikacja habilitacyjna
). Brał udział w wystawach indywidualnych i zbiorowych w kraju (Poznań, Konin, Łódź, Toruń) i za granicą (Niemcy, Słowacja), a także w działaniach teatralnych. Jest pracownikiem naukowym Katedry Malarstwa, Rysunku i Sztuk Wizualnych na Wydziale Architektury Politechniki Poznańskiej. 
Jego dzieła to instalacje, utrzymane w duchu minimal art, niektóre o charakterze plenerowym, w których niekiedy ważną rolę symboliczną pełni światło. Porównuje się je z twórczością Mirosława Bałki. Tworzy ponadto obrazy religijne (kościół Matki Bożej Pocieszenia w Poznaniu), zilustrował książkę Różaniec drogą do nieba ks. Rafała Pierzchały. Jest współautorem aranżacji pomnika nagrobnego Pawła Grabowskiego na cmentarzu parafii Matki Bożej Pocieszenia w Poznaniu (2008), a także autorem wyposażenia wnętrza kościoła św. Ojca Pio w Poznaniu.

## Życie prywatne
Jego byłą żoną jest Małgorzata Kopczyńska, córka Józefa Kopczyńskiego.